# Parvoleon minimus
Parvoleon minimus is een insect uit de familie van de mierenleeuwen (Myrmeleontidae), die tot de orde netvleugeligen (Neuroptera) behoort. 
Parvoleon minimus is voor het eerst wetenschappelijk beschreven door New in 1985.